# Элекционный сейм 1632 года
Элекционный сейм 1632 года (27 сентября – 8 ноября 1632 года, продлен до 13 ноября 1632 года) — сейм Речи Посполитой, который возвел Владислава IV на польский престол. Владислав заручился поддержкой большинства политических фракций, и в отсутствие каких-либо других серьезных претендентов он был избран королем Польши и великим князем литовским. Кроме того, с 1632 года, споры, возникавшие в ходе элекционного сейма, разрешались генеральным каптуровым судом, состоявшим из маршалов, 3 сенаторов и 12 представителей Малопольский, Великопольской провинций и Великого княжества Литовского. Его задачей было прежде всего судить за преступления, совершенные шляхтой, которая прибывала в окрестности Варшавы для личного участия в выборах короля.

## Перед избранием
Согласно «Генриковым артикулам» характер королевской власти в Польше закреплялся навечно. Устанавливалась четкая периодичность созыва вального сейма (раз в два года) и его продолжительность (шесть недель). В руки сейма безоговорочно переходила вся законодательная власть. Два года между сеймами деятельность короля должен был контролировать совет из 16 сенаторов, избираемых сеймом. Помимо этого, провозглашалась веротерпимоть (что было важно как протестантам, так и многочисленным в Великом княжестве православным) и утверждалось право дворян на восстание («рокош»).
После смерти в 1572 г. Сигизмунд II , оставшегося бездетным, в соответствии с обещанием его отца, был созван избирательный (элекционный) сейм. Право участия в элекционном сейме имел любой желающий шляхтич Речи Посполитой, а не только послы сеймиков. Решение принималось большинством голосов. В 1632, после внезапного сердечного приступа, умер Сигизмунд III. Это не было полной неожиданностью для польской знати, так как вопрос избрания Владислава ставился ещё при жизни его отца. В соответствии с требованиями закона, примас Польши Ян Венжик, действуя в качестве заинтересованного лица, созвал предварительный сейм на 22 июня 1632 года, который продлился до 17 августа. Кшиштоф Радзивилл был избран маршалом сейма. Некатолики, возглавляемые маршалом Радзивиллом и магнатом Богуславом Лещинским, требовали расширения прав; им противостоял воевода Томаш Замойский.
Кроме того, период конвокации был подходящим временем для процесса урегулирования правового статуса православной церкви. Смерть Сигизмунда III, имевшего репутацию противника постановлений «варшавской конфедерации» как в отношении протестантов, так и дизунитов, позволяла надеяться на изменение их прежнего положения. Эти надежды подкреплялись тем, что претендент на трон, королевич Владислав, считался сторонником примиренческой вероисповедной политики. Это обстоятельство способствовало тому, что приверженцы упомянутых выше вероисповеданий задумались о совместной борьбе за религиозные свободы . В этой борьбе со стороны православных особая роль была отведена казачеству. Обращаясь к участникам житомирского сеймика, казаки призывали сделать всё возможное, чтобы кандидат на королевский титул перед восшествием на престол гарантировал права и свободы как Войску Запорожскому, так и русскому народу, а также отменил унию . Также запорожцы добивались восстановления в полном объеме прав представителей нелегальной православной иерархии. В конце петиции ее авторы заявляли о готовности начать борьбу, если упомянутые выше условия не будут выполнены. В подобном тоне письменный ответ представителям Войска Запорожского также был дан сенаторами и депутатами, собравшимися на конвокацию. Они сообщили казакам, что выдвигаемые ими требования, касающиеся религиозных вопросов, были предметом обсуждения, в ходе которого предприняты первые шаги с целью уменьшения отличий, разделяющих враждующие вероисповедания. Авторы послания также выражали надежду на скорое урегулирование вопросов «греческой религии», декларируя при этом помощь в достижении этой цели.

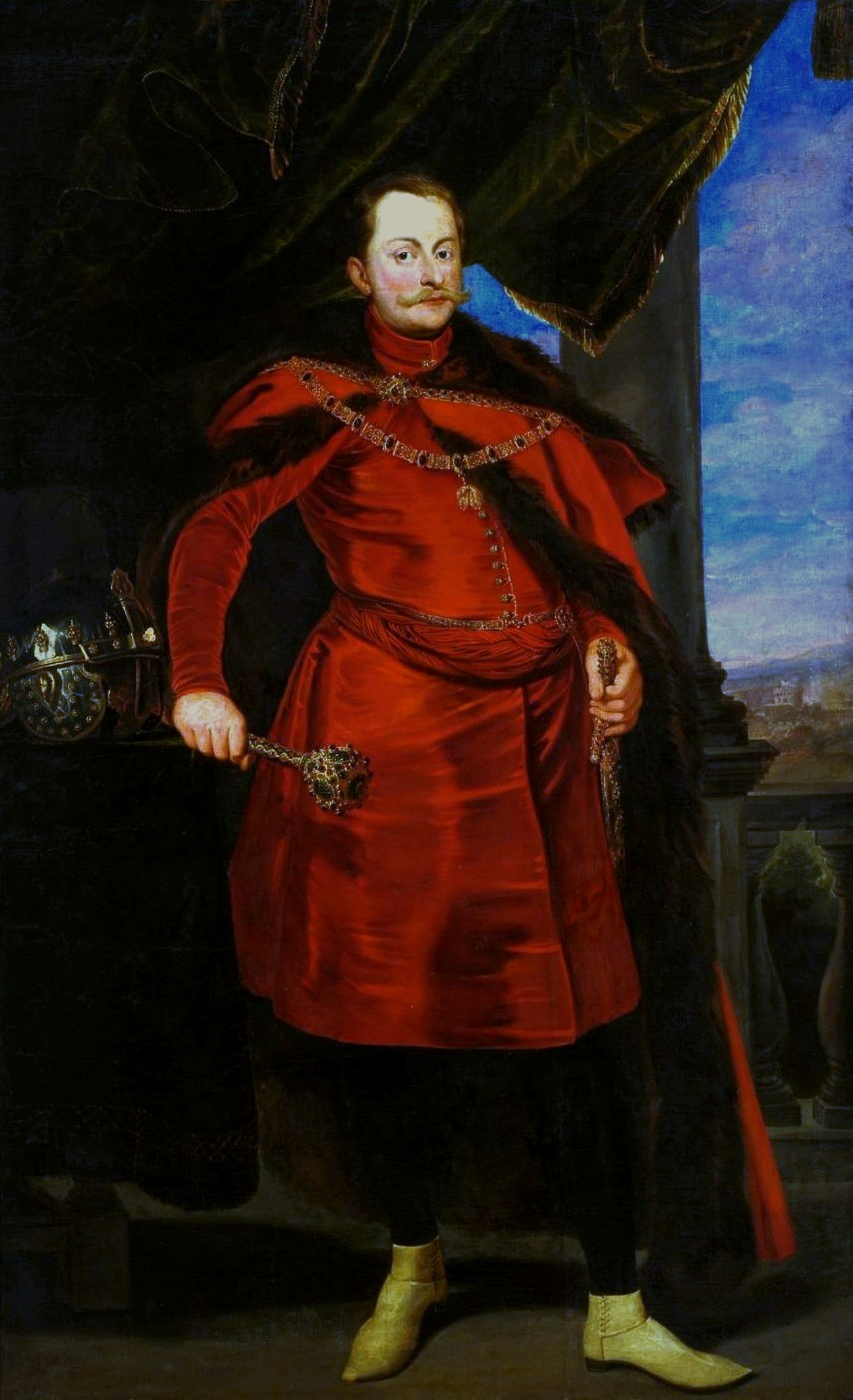
Королевич Владислав Сигизмунд

## Кандидаты
Не было никаких сомнений в том, что Владислав станет преемником своего отца Сигизмунда. Некоторая знать Речи Посполитой и католическое духовенство поддержали брата Владислава, Яна Казимежа, на королевских выборах. Однако его поддержки было явно недостаточно и она уступала Владиславу. Помимо этого, Сигизмунд на смертном одре благословил именно Владислава в качестве своего преемника.

## Ход выборов
Элекционный сейм 1632 года собрался 27 сентября на своем традиционном месте в Воле под Варшавой для рассмотрения как королевских выборов, так и законодательных вопросов под председательством маршала сейма Якуба Собеского.
На конвокационном сейме духовные и светские послы с успехом отстаивали интересы православных, поставили даже вопрос о возвращении митрополиту и владыкам архиерейских кафедр, отнятых ранее униатами, вместе с имениями. Эти требования, к их удивлению, были легко признаны законными, и сенаторы, наконец, выразили согласие вплотную заняться ими. Такая чуткость властей объяснялась, прежде всего, тем, что во время войны с Российским государством они боялись православного Запорожского воинства. Более того, уступками их отцовской вере сенаторы хотели привлечь их на свою сторону. Смоленская война, хотя и не официально, к тому времени была уже начата. Значение казачества как военной силы Владислав имел возможность неоднократно оценить, являясь свидетелем и участником московских походов 1618 года и хотинского противостояния с турками в 1621 году. Попытки папского легата убедить Владислава не идти на уступки православным оказались безуспешными. В качестве основного мотива своих действий королевич указывал на то, что привлечь казаков на польскую сторону можно только за счет каких-либо уступок. Он вообще считал нелояльность православных вредной для Речи Посполитой. Владислав даже заявил, как сообщает папский легат, что очень любит казаков. В период между конвокационным (28 июня 1632 г.) и избирательным (27 сентября 1632 г.) сеймами Петр Могила, не покидавший Варшаву со своими сторонниками, сумел добиться принятия сеймом «Статей для успокоения народа русского греческой религии, живущего в царстве Польском и великом княжестве Литовском».
Сообщается, что за Владислава было подано не менее 3543 голосов. Результаты выборов были объявлены коронным великим маршалом Лукашем Опалинским, после этого представители шляхты, принимавшие участие в выборах, устроило торжество в честь нового короля.

## Итог выборов

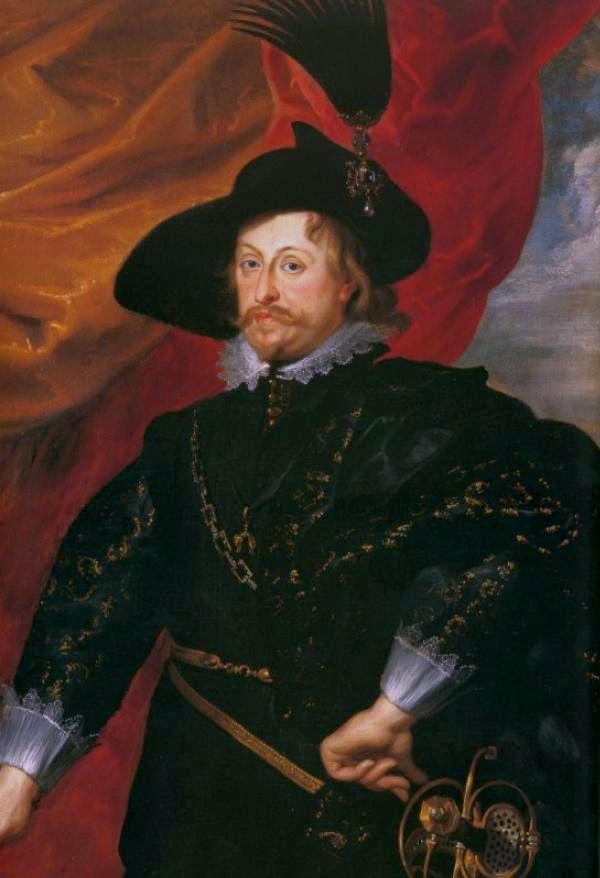
Владислав IV, король Польши

13 ноября 1632 года Варшавский элекционный сейм провозгласил Владислава IV новым королем.
Также элекционный сейм благодаря принятым на нем решениям существенно изменил прежний правовой статус православной церкви. Утвержденные на нем «Пункты успокоения» помимо прочего предусматривали:
- признание равноправия православных и униатов;

- возвращение дизуниатам киевской митрополии с собором св. Софии и пустынным монастырем под Гродно, львовского, луцкого и перемышльского владычеств, а также учреждения в полоцком архиепископстве мстиславльского владычества с центром в Могилеве;

- свободу создания и владения православными типографиями и школами;

- передачу православным во владение нескольких церквей в крупных городах до того момента, когда на коронационном сейме будет создана комиссия, которая проведет раздел церквей и монастырей пропорционально численности верующих;

- гарантия православным мещанам предоставления прав, цехов и учреждений в городах, таких же, каковыми располагали католики;

- упразднение принятых ранее декретов, секвестров и арестов, дискриминировавших дизунитов в процессах с униатами.

Немалую роль для достижения этого результата сыграли также представители казачества, которые последовательно в течение всего периода бескоролевья добивались восстановления в полном объеме прав православной церкви. Следствием выработанных на элекционном сейме «Пунктов успокоения» стала выдача Владиславом IV 14 марта 1633 г. на коронационном сейме Диплома, который подтверждал давние права православной церкви. Согласно взятым на себя властью обязательствам, этот документ должен был стать официальным актом, действующим до ближайшего сейма, который был уполномочен конституционно утвердить успокоение «греческой религии» в соответствии с решениями, принятыми на элекционном сейме.
Этими статьями православным, как и униатам, разрешалось свободно отправлять свое богослужение и совершение святых таинств, чинить свои церкви и строить новые, заводить богадельни, семинарии, школы, типографии,
занимать официальные должности во всех городах и местечках. Им разрешалось избирать себе митрополита и четырех епископов. За православными оставались архимандрия Печерская со всеми ее имениями, Златоверхо-Михайловский монастырь и все другие монастыри и церкви киевские и к Киеву относящиеся и т.д.